# Gezeichnetes Kapital
Gezeichnetes Kapital ist im deutschen Handelsrecht ein Teil des Eigenkapitals, auf das die Haftung der Gesellschafter für die Verbindlichkeiten der Kapitalgesellschaft gegenüber den Gläubigern beschränkt ist.

## Allgemeines
Aus dieser Legaldefinition des § 272 Abs. 1 Satz 1 HGB ergibt sich, dass der bestimmte Rechtsbegriff des gezeichneten Kapitals nur für Kapitalgesellschaften gilt. Er ist damit ausschließlich anwendbar auf die Aktiengesellschaft (AG), die Kommanditgesellschaft auf Aktien (KGaA), die Gesellschaft mit beschränkter Haftung (GmbH), die Unternehmergesellschaft (haftungsbeschränkt) (UG (haftungsbeschränkt)) und zudem auch auf die Genossenschaft (eG). Einzelkaufleute und Personengesellschaften hingegen verfügen nicht über gezeichnetes Kapital. Bei ihnen sind anstelle des Bilanzpostens „gezeichnetes Kapital“ die Kapitalanteile der persönlich haftenden Gesellschafter auszuweisen (§ 264c Abs. 2 Satz 2 HGB).

## Entstehung
Das gezeichnete Kapital entsteht bei Gründung durch Einzahlung der Gesellschafter oder später bei Kapitalerhöhungen. Damit ist die Außenfinanzierung der Regelfall. Es kann jedoch ausnahmsweise aus Innenfinanzierung entstehen, wenn Kapitalerhöhungen aus Gesellschaftsmitteln erfolgen (§§ 207 bis § 221 AktG). Das gezeichnete Kapital ist im Regelfall eine feste Größe und heißt bei der AG Grundkapital, bei der KGaA Kommanditkapital, bei der GmbH Stammkapital und bei der eingetragenen Genossenschaft Geschäftsguthaben (§ 337 Abs. 1 HGB).

## Einordnung des gezeichneten Kapitals in das Eigenkapital
Aus Gründen der Bilanzklarheit und Bilanzwahrheit hat sich der Gesetzgeber entschieden, das gesamte Eigenkapital bei Kapitalgesellschaften in seine Bestandteile aufzugliedern. Nach § 266 Abs. 3 A HGB besteht das gesamte Eigenkapital aus
- gezeichnetem Kapital (A I),
- Kapitalrücklagen (A II),
- Gewinnrücklagen (A III),
- Gewinn- oder Verlustvortrag (A IV) und
- Jahresüberschuss oder -fehlbetrag (A V).

Die Unternehmen sind entsprechend verpflichtet, diese Unterpositionen bei der Bilanzierung zu berücksichtigen.

## Bewertung
Nach § 272 Abs. 1 Satz 2 HGB ist gezeichnetes Kapital mit dem Nennbetrag zu passivieren. Wurde das gezeichnete Kapital nicht sofort voll eingezahlt, ist der passive Korrekturposten „ausstehendes Kapital“ zu bilden. Solange das ausstehende Kapital nicht eingefordert wird, ist seine Bewertung nicht zulässig. Erst wenn die Gesellschaft das ausstehende Kapital von ihren Gesellschaftern eingefordert hat – und deshalb eine Aktivierung einer „Forderung gegen Gesellschafter“ notwendig wird – ist eine Bewertung der Bonität der Gesellschafter im Rahmen des (strengen) Niederstwertprinzips erlaubt.